# Ruine Spiegelberg (Freiberge)

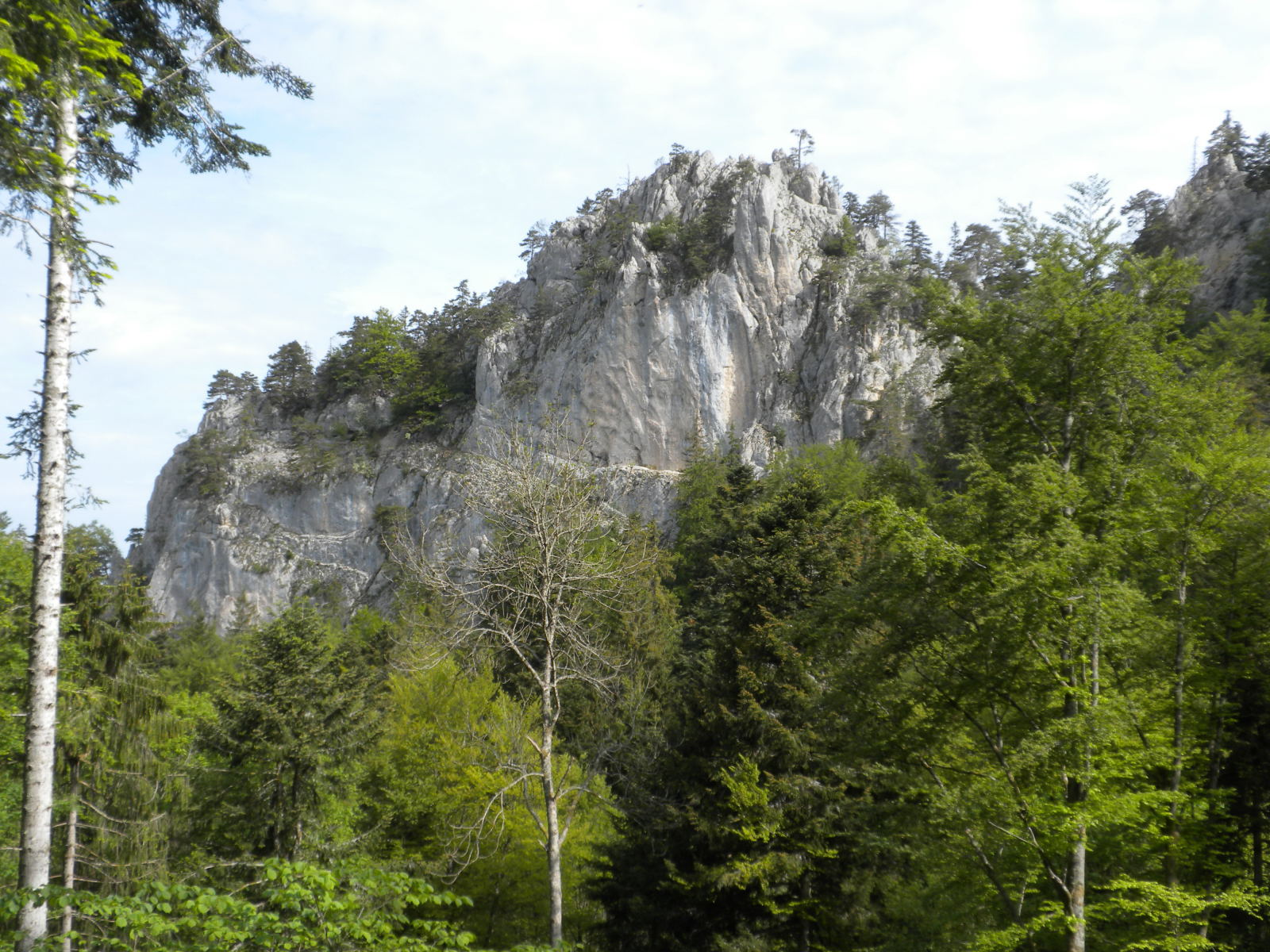
Sommêtres

Die Ruine Spiegelberg ist eine Burgruine im Distrikt Franches-Montagnes des Kantons Jura in der Schweiz; sie befindet sich auf dem schroffen Grat des 1083 m hohen Felskamms Arête des Sommêtres über dem Tal des Doubs in den Freibergen etwa 2,5 km südwestlich von Muriaux auf dessen Gemeindegebiet und etwa 4,5 km südwestlich von Saignelégier.

## Lage

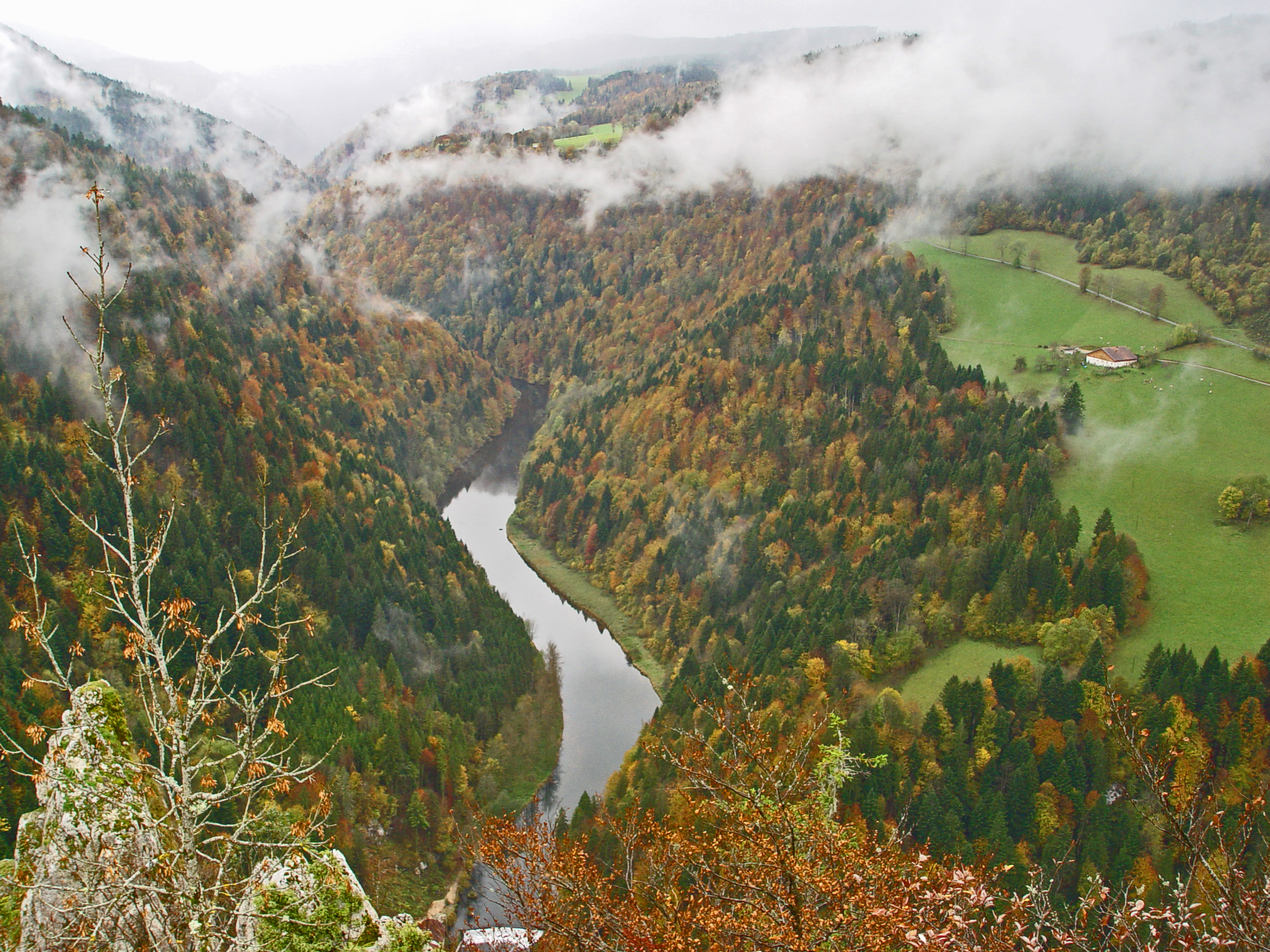
Blick auf den Fluss Doubs vom Felsen unterhalb der Ruine Spiegelberg (Oktober 2008)

Der Gipfelkamm des bewaldeten Mont Miroir (Spiegelberg) ist ein in Ost-West-Richtung verlaufender schmaler Felsengrat. Dieser Kamm, Les Sommêtres genannt, fällt im Norden zu der tiefen Waldschlucht bei Muriaux und dem Elektrizitätswerk Le Theusseret am Doubs hinab. Die Südseite ist noch steiler und fällt zu einer sich gegen den Doubs öffnenden Schlucht ab. Auf dem gezackten und nur einige Dutzend Meter breiten Kamm führt von Muriaux aus ein Fussweg bis zur Arête des Sommêtres, wo man über eine in den Felsen gehauene Treppe die Burgruine Spiegelberg erreicht.
Die Ruine ist heute ein Ausflugsziel für Bergwanderer und Naturliebhaber. Die Aussicht auf das tief unten gelegene, canyonartig in das Juraplateau eingeschnittene enge Tal des Doubs, auf den Jura und auf das französische Hochplateau von Maîche ist eindrucksvoll. Unmittelbar unterhalb der Burgruine befindet sich eine kleine Touristenherberge.

## Die Anlage
Die eigentliche Burganlage war nahezu 200 m lang, aber nur 20–30 m breit. Auf dem Bergrücken waren östlich der Burg bereits in 300 m und 250 m Entfernung tiefe Einschnitte in den Gratkamm gegraben worden, die nur mittels einziehbarer Holzstege überquert werden konnten. Hinter dem zweiten Graben befand sich eine kleine Stelle, an der Pferde abgestellt werden konnten. Dann ging es eine enge, in den Felsen gehauene 35 m lange Treppe hinauf. Es folgte ein gewundener Pfad, der mit einer Zugbrücke einen weiteren Felsgraben überquerte. Eine zweite, etwa 55 m lange, unregelmäßig in den Berg gehauene Steiltreppe endete vor dem Burgtor mit dem Wachturm. Hinter dem Tor befanden sich ein kleiner Hof sowie zwei Wohn- und Wirtschaftsgebäude. Es folgten eine Stufenterrasse (Garten) und das Küchengebäude, dann die Zisterne. Schließlich gelangte man auf eine kleine Esplanade, von der aus der Zugang über eine weitere Treppe zur oberen, noch einmal von einem Graben umgebenen kleinen Burg mit dem Bergfried möglich war.

## Geschichte
Die Burg wurde im 13. Jahrhundert vermutlich durch Conon de Pleujouse erbaut. Spätestens im Jahre 1315 war sie Sitz des in diesem Jahre mit Conon (auch Cuenin) de Mireval († 1320) erstmals erwähnten und im Elsgau begüterten Adelsgeschlechts Mireval (deutsch: Spiegelberg). Schon bald darauf war die Burg Eigentum des Fürstbistums Basel, und die Herren von Spiegelberg bzw. von Muriaux wurden dessen Lehnsmannen. Wie dies geschah, ist unklar, aber das Bistum hatte durch eine Schenkung des Königs Rudolf III. von Burgund die landesherrliche Souveränität über das Plateau der Franches-Montagnes (deutsch: Freiberge) wohl bereits seit dem Jahre 999. Die Herren von Spiegelberg residierten danach als Basler Landvögte auf ihrer Stammburg, bis sie im 15. Jahrhundert nach Solothurn zogen, wo sie 1541 im Mannesstamm ausstarben.
Die Burg blieb bis 1792 im Besitz des Fürstbistums Basel und war vom 14. bis zum 17. Jahrhundert Sitz des Landvogts der Herrschaft Freiberge. Das kleine Dorf Muriaux entwickelte sich um 1300 unterhalb der Burg.
Der Basler Fürstbischof Jean III. de Vienne (1365–1382) verpfändete die Burg im Jahre 1382 an seinen Vetter, den Admiral Jean de Vienne (1341–1396). Sein Nachfolger, Imer von Ramstein (1382–1391), verpfändete sie 1384, zusammen mit Porrentruy (deutsch: Pruntrut) und Chauvilliers (deutsch: Kallenberg), für 4000 Gulden an den Rat der Stadt Basel und löste mit dem Geld die Pfandschaft des Admirals aus. Im Jahre 1388 verpfändete Bischof Imer die Burg mit der zugehörigen Herrschaft und allen Rechten für 7500 Franken an Thiebaut VIII. von Neuchâtel-en-Bourgogne. Humbrecht von Neuenburg, Fürstbischof von 1395 bis 1418, überließ Burg und Herrschaft seinem Neffen Thiebaut. Als Thiebaut sich 1424 weigerte, sie wieder herauszugeben, ließ Fürstbischof Johann IV. von Fleckenstein die Burg mit Waffengewalt besetzen, ebenso die anderen von seinen Vorgängern an Thiebaut verpfändeten Burgen Roche-d’Or (deutsch: Goldenfels), Saint-Ursanne (deutsch: Sankt Ursitz) und Pleujouse (deutsch: Blitzhausen, Plützhausen). Thiebaut verwüstete daraufhin in einer bis 1425 dauernden Fehde Basler Gebiet, schloss aber 1426 einen von dritter Seite vermittelten Frieden. Die Burg und Herrschaft Spiegelberg sowie Saint-Ursanne und Chauvilliers blieben im Besitz des Fürstbistums, und Thiebaut erhielt 10.000 Gulden. Da das Bistum diese Summe nicht hatte, musste der Bischof seine neuen Erwerbungen wiederum an die Stadt Basel verpfänden. Johann IV. von Fleckenstein setzte einen Kastellan auf die Burg, der die Herrschaft Freiberge verwaltete.
Während des Dreißigjährigen Kriegs wurde die Burg im Jahre 1636 von schwedischen Truppen angegriffen und besetzt, danach von französischen. Dabei wurde sie so erheblich verwüstet, dass sie aufgegeben wurde und danach zur Ruine verfiel. Der Sitz des Landvogts wurde nach Saignelégier (deutsch: Sankt Leodegar) verlegt. 
Zur Zeit der Französischen Revolution (1789 bis 1799) zerstörten revolutionäre Bürger von Le Noirmont (deutsch: Schwarzenberg), Muriaux und Saignelégier die Reste der Burg, um «jede Spur der Tyrannie zu vernichten». Was von dem Gemäuer übrig blieb, wurde nach und nach von Spaziergängern abgerissen und den Berg hinab geworfen.
Im Jahre 1840 wurden noch die Überreste eines viereckigen Turmes und eines anderen Gebäudes von ungefähr 20 m Länge und 5 oder 6 m Breite erwähnt. Man konnte nur durch Stege aus Holz dahin gelangen, die über die künstlich geschaffenen Einschnitte im Grat an der Ostseite gelegt worden waren. Danach gelangte man zu einem sehr engen Pfad, der auf einem Felsengesims über einen Abgrund führte. Der Pfad endete mit Treppen, die sehr unregelmässig in den Felsen bis zum Eingang der Burg gegraben worden waren. Man erkannte noch die Einschnitte dieses Eingangs, aber die Oberseite, der aus einem großen Felsen geformte Schlussstein, war in den Abgrund geworfen worden. Auf der westlichen Seite konnte man auch Reste der Keller sehen, die ebenfalls in den Felsen gehauen waren.
Erst um die Wende vom 19. zum 20. Jahrhundert gab es erste ernsthafte Bestrebungen, unter der Führung des damaligen Pfarrers von Le Noirmont, die Reste der Ruine zu schützen und sie Wanderern zugänglich zu machen. Ein Fussweg wurde angelegt, einige Mauerreste wurden verfestigt, und die gefährlichsten Stellen wurden mit einem Eisengeländer gesichert.